# Trešćerovac
Trešćerovac is een plaats in de gemeente Ozalj in de Kroatische provincie Karlovac. De plaats telt 108 inwoners (2001).